# يوكا كوباياشي
يوكا كوباياشي (باليابانية: 小林優香؛ بالكانا: こばやし ゆうか) هي دراجة يابانية، ولدت في 18 يناير 1994 في توسو في اليابان.